# Colt New Service

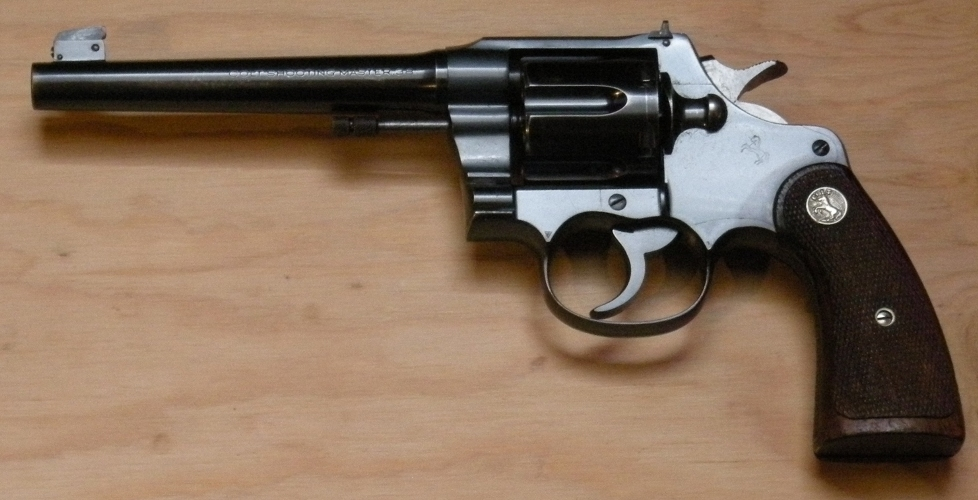
Um Colt New Service "Shooting Master"

O Colt New Service é um revólver de corpo grande, de ação dupla fabricado pela Colt's Patent Fire Arms de 1898 a 1941. Disponibilizado em vários calibres, a versão .45 Colt com cano de 5½ polegadas, foi adotada pelas Forças Armadas dos Estados Unidos, com a designação de Model 1909.